# Władysław Jędruszuk

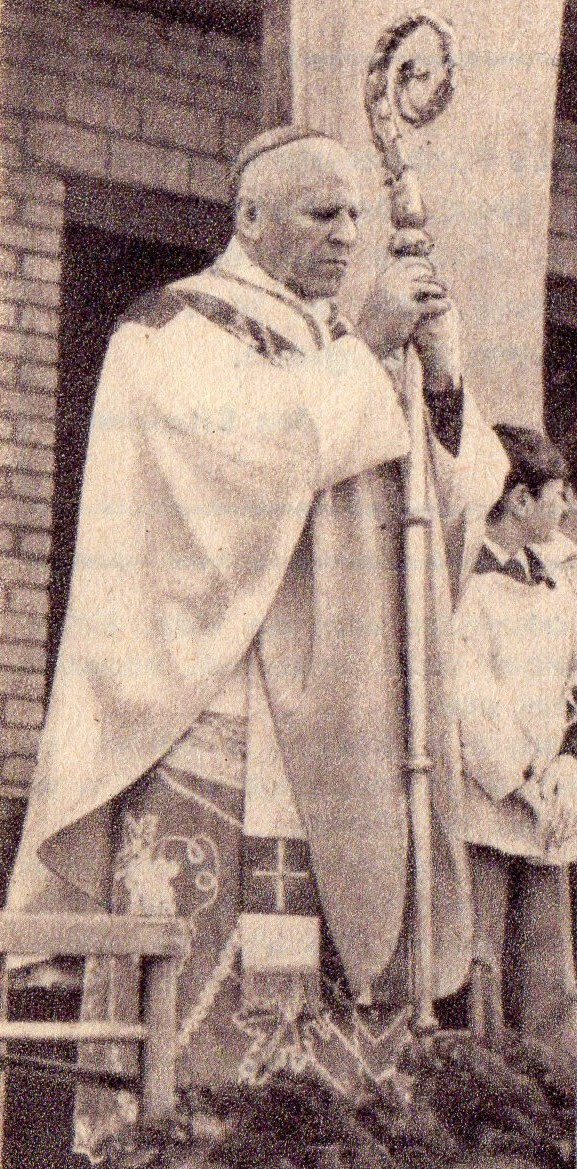
Władysław Jędruszuk

Władysław Jędruszuk (* 19. November 1918 in Lipno; † 25. Mai 1994 in Sokołów Podlaski) war Bischof von Drohiczyn von 1991 bis 1994.

## Leben
Nach dem Abitur am Gymnasium in Drohiczyn trat er 1937 in das Priesterseminar in Pinsk ein; wechselte aber wegen der Kriegsereignisse an das Seminar in Wadowice. Das Sakrament der Priesterweihe empfing er am 3. Januar 1943 in Siedlce. Nach dem Krieg studierte er Theologie an der Universität Warschau und wurde am 28. Oktober 1952 als Professor für Theologie an dem Priesterseminar in Drohiczyn berufen.
Papst Johannes XXIII. ernannte Władysław Jędruszuk am 19. November 1962 zum Weihbischof in Pinsk und zum Titularbischof von Clysma. Die Bischofsweihe erhielt er am 23. Juni 1963 durch den Bischof von Łódź Michał Klepacz; Mitkonsekratoren waren der Bischof von Siedlce Ignacy Świrski und der Bischof von Włocławek, Antoni Pawłowski. Er war Generalvikar und wurde am 16. Februar 1967 von Papst Paul VI. zum Apostolischen Administrator der Diözese Pinsk für den polnischen Teil (mit dem Hauptsitz in Drohiczyn) ernannt. Papst Johannes Paul II. ernannte ihn am 5. Juni 1991 zum ersten Bischof der von ihm unter dem gleichen Datum neu gegründeten Diözese Drohiczyn.
Seine letzte Ruhestätte fand er in der Krypta der Dreifaltigkeits-Kathedrale von Drohiczyn.